# 庫爾甘 (別利亞耶夫卡區)
46°31′26″N 30°26′59″E / 46.52389°N 30.44972°E

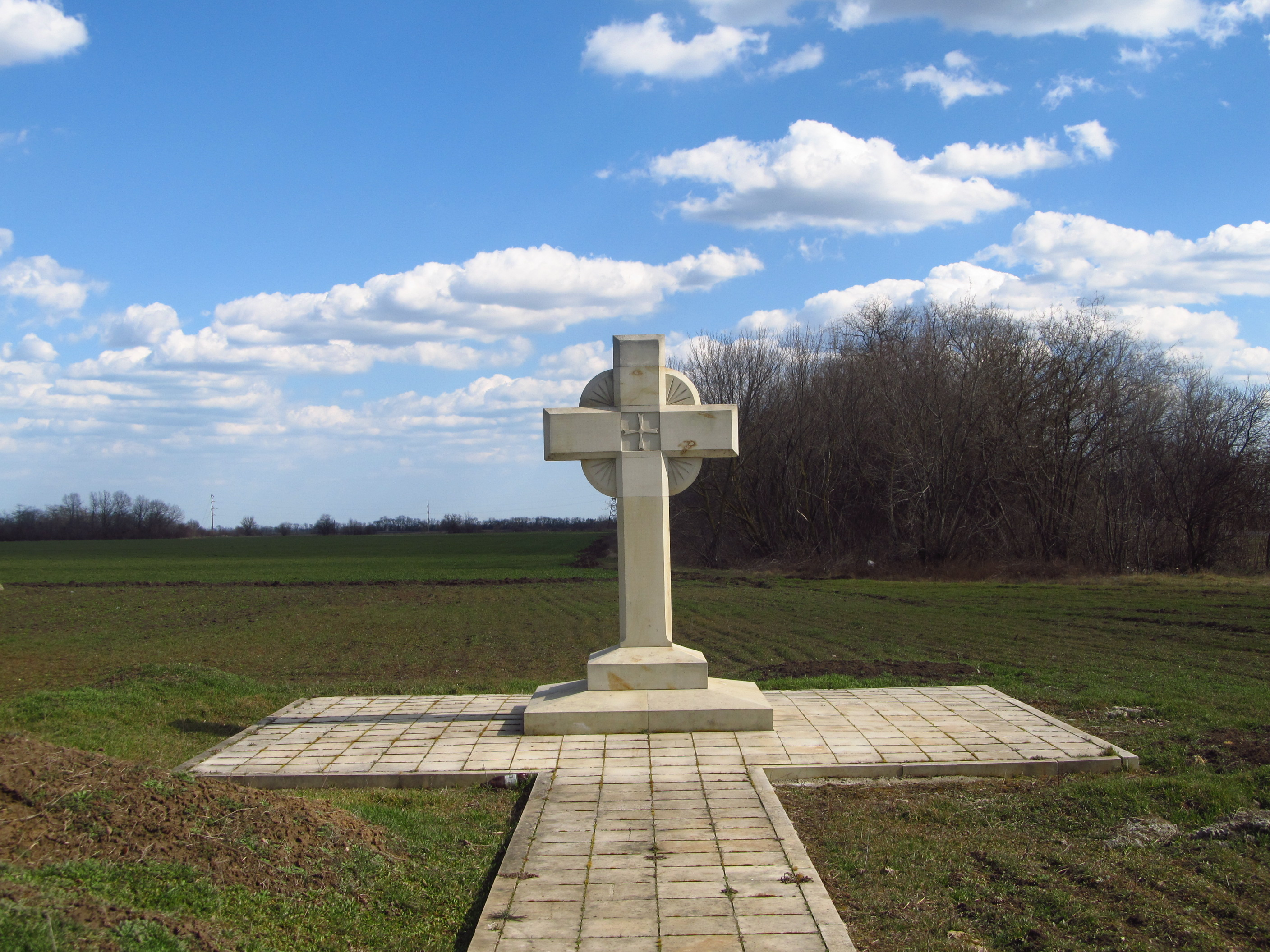

庫爾漢（烏克蘭語：Курган）是位於烏克蘭西南部的村莊，由敖德萨州敖德萨区的維霍達市鎮負責管轄。該村始建於1727年，面積0.78平方公里，海拔高度67米，2001年人口339，人口密度每平方公里434.62人。